# Верхньобогданівка
Верхньобогдані́вка — село в Україні, у Нижньотеплівській сільській громаді Щастинського району Луганської області.
Населення становить 773 особи.

## Географія
Географічні координати: 49°2' пн. ш. 39°28' сх. д. Загальна площа села — 6,1 км².
Село розташоване у східній частині Донбасу за 63 км від колишнього районного центру. Найближча залізнична станція — Городній, за 48 км. Біля села Богданівка (північніше) починається річка Ковсуг.

## Історія
Населений пункт засновано в другій половині XVIII століття вихідцями з Валуйського повіту Воронізької губернії.
У 1932–1933 роках Верхньобогданівська сільська рада постраждала від Голодомору. За свідченнями очевидців кількість померлих склала щонайменше 117 осіб, імена яких встановлено.
Наприкінці 1960-х років у селі діяли центральна садиба колгоспу «Червоний Прапор», восьмирічна школа, бібліотека, клуб і майстерні побутового обслуговування.

## Населення
За даними перепису 2001 року населення села становило 773 особи, з них 46,18 % зазначили рідною мову українську, 53,56 % — російську, а 0,26 % — іншу.

## Пам'ятки
Поблизу Верхньобогданівки знайдено поселення раннього середньовіччя, 4 курганних могильники з 16 курганами та 3 окремих кургани.

## Люди
В селі народився Підгорний Володимир Якович (1928—2010) — український баяніст, педагог, композитор.